# Деконська
Деко́нська — тупикова залізнична станція Лиманської дирекції Донецької залізниці на неелектрифікованій лінії Бахмут I — Попасна між станціями Кудрявка (8 км) та Попасна (25 км). Розташована в місті Соледар Бахмутського району Донецької області.
Через економічну недоцільність пасажирський рух на даній ділянці припинений, а від станції Деконська колії демонтовані.